# اللادينية في إستونيا
اللادينية في إستونيا تعتبر جزء رئيسي من الثقافة الإستونية. وفقاً لاستطلاع أجرته مؤسسة غالوب فأن 14 % فقط من الإستونيين يعتقدون الدين مهم في حياتهم.